# 瞿海
瞿海（1966年1月—），男，苗族，湖南沅陵人。1984年7月参加工作，1986年1月加入中国共产党。中共中央党校经济学专业研究生学历。中华人民共和国政治人物。

## 简历
1984年7月，任湖南省供销社干部、副科级干事，省财贸办、省委组织部科级干事。1994年5月，任中共湖南省委组织部、省委办公厅副处级秘书。1998年2月，任中共湖南省委办公厅、省政府办公厅、省委政研室正处级秘书。
2002年1月，任中共湖南省委办公厅副主任。2004年11月，任中共湖南省委副秘书长。2010年1月，任中共湖南省委副秘书长兼湖南省档案局党组书记。
2011年12月，任中共郴州市委副书记、郴州市人民政府市长。期间于2013年当选第十二届全国人民代表大会湖南地区代表，任期5年。
2016年12月，转任中共益阳市委书记。2017年1月，当选为益阳市人大常委会主任。
2023年1月，任湖南省人民政府党组成员、湖南省人民政府办公厅党组书记，并于同年2月出任湖南省人民政府秘书长。